# واين اندروز
واين اندروز (19 نوفمبر 1958 بملبورن في أستراليا - )  (بالإنجليزية: Wayne Andrews)‏ هو لاعب كريكت أسترالي. لعب مع فريق غرب أستراليا للكريكت ‏.

## وصلات خارجية
- واين اندروز على موقع إي آس بي آن كريك إنفو (الإنجليزية)